# Homokszentgyörgy
Homokszentgyörgy je obec v Maďarsku v župě Somogy. V obci se nachází Széchenyiho kostel.